# Michael Ruppelt
Michael Ruppelt (* 1953) ist ein promovierter deutscher Jurist und ehemaliger Präsident des Landessozialgerichts Hamburg.

## Leben
Ruppelt gilt als profilierter Sozialrechtler. Er war ab 1982 zunächst Richter am Sozialgericht Mainz und später am Landessozialgericht Rheinland-Pfalz. 1997 wurde er dort Vorsitzender Richter. 2003 wechselte er auf Wunsch des damaligen Justizsenators Roger Kusch nach Hamburg, um dort Präsident des Landessozialgerichts zu werden. Dem Landessozialgericht Hamburg gehörten seinerzeit zehn Berufs- und 120 Laienrichter an, denen er vorstand. 2004 wurde Ruppelt auf Vorschlag Kuschs zum stellvertretenden Richter am Hamburgischen Verfassungsgericht berufen.
Wegen eines Ermittlungsverfahrens war Ruppelt ab 2007 als Präsident des Landessozialgerichts beurlaubt. Mit Wirkung zum 1. September 2013 wurde Ruppelt in den Ruhestand versetzt. Vom Amt eines stellvertretenden Mitglieds des Hamburgischen Verfassungsgerichts trat er bereits im März 2008 zurück.
Die Staatsanwaltschaft Mainz hat die Ermittlungen gegen den Gerichtspräsidenten eingestellt. Weder Besitz noch Kauf kinderpornografischer Bilder konnte nachgewiesen werden. Der Senat ließ ein unterbrochenes Disziplinarverfahren gegen Ruppelt fortsetzen. Es endete im November 2010 mit der Empfehlung, Ruppelt aus dem Richterdienst zu entlassen. Da das Personalamt des Senats die Beweislage für nicht ausreichend hielt, stoppte es die Vorlage ans Richterdienstgericht.